# Hügelgräber im Ogsteiner Wald
Die Hügelgräber im Ogsteiner Wald befinden sich in der Gemeinde Engerwitzdorf im Bezirk Urfahr-Umgebung in Oberösterreich. Die rund 25 frühgeschichtlichen Grabhügel mit Brandbestattungen stehen seit dem Jahr 2022 unter Denkmalschutz (Listeneintrag).

## Lage
Die Hügelgräber liegen nordwestlich der Ortschaft Steinreith und etwa 250 Meter südlich der Mühlkreis Autobahn in einem flachen Waldstück des Ogsteiner Holzes, dessen Ausläufer Richtung Schweinbach auch Brandstetter Holz genannt wird. 

## Forschungsgeschichte
Im Jahr 1919 wurden erste Probegrabungen durchgeführt, wobei vorläufig 18 Grabhügel identifiziert wurden.
Im August 1931 mussten die Forscher feststellen, dass das Gräberfeld unsachgemäß und widerrechtlich angegraben worden war.
Im Jahr 2022 wurde das Gräberfeld unter Denkmalschutz gestellt. Ein Grund dafür war unter anderem, dass eine ähnliche Hügelgräber-Anlage im nahen Zirkenauer Wald im Engerwitzdorfer Ortsteil Niederreitern vom Grundbesitzer eingeebnet und unwiederbringlich zerstört worden war.

## Beschreibung
Die Hügelgräber wurden in karolingischer Zeit im Rahmen von wahrscheinlich slawischen Brandbestattungen angelegt.

## Funde
Einige Gegenstände aus dem 9. Jahrhundert, die 1925 gefunden wurden, befinden sich im Oberösterreichischen Landesmuseum. Zwei 39,4 cm bzw. 28,5 cm lange Lanzenspitzen aus Eisen besitzen ein 4,4 cm bzw. 4,5 cm breites, lanzettförmiges Blatt. Ein mit Wellenbändern verzierter Topf ist 15,1 cm hoch, hat einen Standflächendurchmesser von 11,3 cm und einen Mundsaumdurchmesser von 15,9 cm.